# Danglfing
Danglfing ist ein kleiner Ort im Innviertel Oberösterreichs und gehört zur Stadt und Gemeinde Altheim im Bezirk Braunau am Inn.

## Geographie
Der Ort Danglfing befindet sich 13 Kilometer östlich von Braunau am Inn, direkt nordwestlich von Altheim.
Er liegt im Inntal auf um die 360 m ü. A. rechtsufrig in der Talung der Mühlheimer Ache (Ach).
Die Rotte umfasst etwa ein Dutzend Gebäude, die sich zwischen Sankt Ulrich (Rennbahn) und der Gemeindegrenze bei Stötting (Haltestelle Mühlheim der Innviertelbahn) erstrecken.
Danglfing liegt entlang der L1099 Mühlheimer Straße, die hier von der B148 Altheimer Straße als Umfahrung von Altheim gekreuzt wird.
| Niederach (Gem. Mühlheim a.I.)               | Stötting (Gem. Mühlheim a.I.)               | Gallenberg   |
| Burgstall (Gem. Weng i.I.)                   | Kompassrose, die auf Nachbargemeinden zeigt | Weidenthal   |
| Pirath/Neupirath (Gem. Weng i.I. u. Altheim) | Spindlerwehr-Siedlung                       | Sankt Ulrich |

## Geschichte
Der Ort ist um 1150 als Dancholfingen urkundlich, als ein “Leucardus villica de Tancholvingen” (‚Leukard, Bürger/Dörfler aus Danglfing‘) aufscheint.
Der Name ein alter -ing-Ortsname mit einem Personennamen Dankolf.
Hier befand sich ein Edelsitz und Sedelhof.
1437 findet sich ein Bernhard Seiberstorffer zu Dangolfing (Herren von Seibersdorf/Kirchdorf), er war Kammermeister Herzog Heinrichs, und danach Propst zu Obernberg.
1479 ist ein Adam Seiberstorffer zu Dancholfing bekannt.

Der Ansitz selbst konnte nicht lokalisiert werden.